# Обслуживание клиентов
Обслу́живание клие́нтов (англ. customer service) — это обеспечение обслуживания клиентов до, во время и после покупки товара или услуги.

Обслуживание клиентов — это последовательность действий, направленных на увеличение уровня удовлетворённости клиента — то есть, формирование у клиента ощущения, что товар или услуга соответствуют его ожиданиям.— Jamier L. Scott. (2002)
Необходимость в обслуживании клиентов разнится в зависимости от специфики товара или услуги, отрасли и клиента — например, бракованный или нерабочий товар подлежит замене, часто только при наличии чека и в ограниченный период времени.
Обслуживание клиентов может осуществляться сотрудником компании (например, продавцом или специалистом по обслуживанию клиентов) или осуществляться как самообслуживание (например, обращение на веб-сайт или электронный адрес компании, запись в книгу жалоб или обращение на IVR-линию контакт-центра).
Подразделение по обслуживанию клиентов, как правило, является неотъемлемой частью любой компании. В своей книге «Правила к нарушению и законы к исполнению» (англ. Rules to Break and Laws to Follow), Дон Пепперс и Марта Роджерс пишут: «У клиентов хорошая память. Они помнят вас вне зависимости от того, помните вы их или нет». Далее — «доверие клиента может быть разрушено мгновенно грубой ошибкой в обслуживании или подорвано когда-то по совокупности множеством мелких демонстраций неуважения и некомпетентности».